# Nas, Foxy Brown, AZ, and Nature Present The Firm: The Album
Nas, Foxy Brown, AZ, and Nature Present The Firm: The Album war ein einmaliges Projekt der Hip-Hop-Crew The Firm. Die Gruppe war von 1996 bis 1998 aktiv und bestand aus den vier New Yorker Rappern Nas, Foxy Brown, AZ und Nature. Gegründet wurde die Gruppe in erster Linie von Nas Escobar (so nannte sich Nas damals), seinem Manager Steve Stoute und Dr. Dre.
Als Gruppe trat The Firm das erste Mal auf Nas Album It Was Written auf dem Song „Affirmative Action“ auf. Zu diesem Zeitpunkt war noch Queensbridge Rapper Cormega das vierte Glied der Crew, er wurde später durch Nature ausgetauscht, wodurch es zu Streitigkeiten kam. Cormegas und Nas Freundschaft endete von da an und Cormega veröffentlichte den Diss Track „Fuck Nas and Nature“. Der Beef zog sich noch mehrere Jahre hin, endete aber dann doch noch im Jahr 2001.
Der Grundgedanke von The Firm war, eine Starthilfe für Newcomer in den Einstieg ins Rapgame zu sein. 1997 wurde das Album über Dr. Dres Label Aftermath und Interscope Records veröffentlicht und war ein voller Erfolg was die Verkaufszahlen angeht und landete in den amerikanischen Charts auf Platz 1. Die Kritiker bewerteten das Album jedoch negativ. Wenige Monate später löste sich die Gruppe auf, und alle Mitglieder führten ihre Solokarrieren fort.

## Titelliste
1. „Firm Fiasco“ (produziert von Dr. Dre)
2. „Phone Tap“ (produziert von Dr. Dre)
3. „Executive Decision“ (produziert von Curt Gowdy)
4. „Firm Family“ (feat. Dr. Dre) (produziert von Dr. Dre)
5. „Firm All Stars“ (feat. Pretty Boy) (produziert von Trackmasters)
6. „Hardcore“ (produziert von Trackmasters)
7. „Untouchable“ (feat. Wizard) (produziert von Dr. Dre)
8. „Five Minutes To Flush“ (produziert von Dr. Dre)
9. „Desparados“ (feat. Canibus) (produziert von Curt Gowdy)
10. „Firm Biz“ (feat. Dawn Robinson) (produziert von L.E.S.)
11. „I'm Leaving“ (feat. Noreaga) (produziert von Trackmasters)
12. „Throw Your Guns“ (feat. Half-A-Mill) (produziert von Trackmasters)